# Regimiento de Caballería de Tanques 1
El Regimiento de Caballería de Tanques 1 "Coronel Brandsen" (RC Tan 1) es una unidad de caballería del Ejército Argentino (EA) con asiento en la guarnición militar de Villaguay, Provincia de Entre Ríos, y dependiente de la II Brigada Blindada "Gral. Justo José de Urquiza", en el marco de la 1.ª División de Ejército "Tte. Gral. Juan Carlos Sánchez".
Desde 1992 comparte la guarnición militar con el Regimiento de Infantería Mecanizado 5 "Gral. Félix de Olazábal", unidad de infantería también de la II Brigada Blindada de Entre Ríos.

## Historia
Por decreto del 11 de enero de 1826 del gobernador de la provincia de Buenos Aires, brigadier Martín Rodríguez, se dispuso la creación del Regimiento 1 de Caballería para sumar al ejército de operaciones contra el Imperio del Brasil, al mando del brigadier Carlos María de Alvear. Sin embargo, la unidad considera el 1 de febrero de 1826 -la organización de los escuadrones- la fecha de su creación. El 1.º quedó al mando del coronel Federico de Brandsen, un veterano de las Guerras napoleónicas.
El regimiento peleó en la victoriosa batalla de Ituzaingó el 20 de febrero de 1827, muriendo heroicamente su jefe el coronel Brandsen en carga al enemigo. Terminada la guerra, quedó disuelto.
En 1864, por decisión del brigadier Bartolomé Mitre, fue reorganizado bajo el mando del teniente coronel Ambrosio Sandes. Al año siguiente, fue incorporado al Ejército Aliado de operaciones en el Paraguay, al mando de Mitre. Peleó en Yatay, Uruguayana, Paso de la Patria, Estero Bellaco y Tuyutí. En 1867 fue llamado al interior para la represión del alzamiento federal en la región de Cuyo.
En la Conquista del Desierto, formó parte de la 1.ª División al mando del ministro de Guerra, coronel mayor (general) Julio Argentino Roca, que ocupó la Isla Grande de Choele Choel el 25 de mayo de 1879.
En la Revolución de 1880, al mando del coronel Manuel J. Campos, formó parte del Ejército Nacional que venció al bando revolucionario, ocupando el campamento de Chacarita.
Participó de la Revolución de 1905, junto a otras unidades del arma, hecho por el que fue disuelto el 8 de febrero de 1905 por decreto presidencial. El 3 de octubre de 1905 el Regimiento de Granaderos a Caballo fue denominado Regimiento 1 de Caballería Granaderos a Caballo. Por decreto el 7 de noviembre de 1911 resolvió la superioridad dejar sin efecto lo anterior. Sin embargo esto se cumplió recién en 1930.
El 10 de febrero de 1930, por resolución superior, Granaderos dejó la numeración permitiendo la recreación del C1. Esta unidad recreada estuvo integrada en la segunda brigada con asiento en Campo de Mayo, dependiente de la 2.ª División de Ejército. Más adelante, en 1939, la superioridad reorganizó la caballería asignando el regimiento a la sexta brigada, en Campo de los Andes, integrando la 3.ª División de Caballería, creada con comando en San Luis.
El 12 de mayo de 1931 la superioridad impuso el nombre histórico "Coronel Brandsen" en evocación a su primer jefe.
Hacia 1930 el C1 integraba la VII Brigada de Caballería (independiente) junto al Regimiento de Caballería 12. Así, en 1939, fue asignado en la recién creada 3.ª División de Caballería con comando en San Luis, manteniendo su asiento de paz en Campo de los Andes, provincia de Mendoza. En 1944 fue trasladado al cuartel de Tandil.
Como unidad a caballo, peleó en el bando "azul" del general de brigada Juan Carlos Onganía, en la guerra entre los Azules y Colorados en septiembre de 1962 y abril de 1963.
En 1964 la superioridad eliminó la 3.ª División, pasando el C1 a la I Brigada de Caballería Blindada. En 1965 fue trasladado de Tandil al cuartel de Toay, y en 1966, quedó disuelto. El Regimiento de Caballería 14 (RC 14) con asiento en Villaguay, provincia de Entre Ríos, fue denominado en lo sucesivo Regimiento de Caballería de Tanques 1, retomando su numeración, encuadrado en la organización de la II Brigada de Caballería Blindada con comando en Paraná.
En 1968 abandonó el caballo y comenzó recibir sus primeras unidades del tanque M4 Sherman con cañón de 76,2 mm de la Segunda Guerra Mundial.
El Regimiento de Caballería de Tanques 1 integró el Agrupamiento C que se desplazó a la provincia de Tucumán por orden del Comando General del Ejército (Cdo Grl Ej) para reforzar la V Brigada de Infantería que llevaba adelante el Operativo Independencia. El Agrupamiento C se turnaba con los Agrupamientos A y B, creados para el mismo fin. En cada partida se enviaba un oficial y tres suboficiales.
En la llamada "lucha antisubversiva" en 1976 (el terrorismo de Estado), la Jefatura del Regimiento de Caballería de Tanques 1 fue el mando del Área 224 (Colón y Villaguay), bajo la cadena de mandos de la Subzona 22, a cargo del Comando de la II Brigada de Caballería Blindada con asiento en Paraná, dentro de la jurisdicción territorial de la Zona de Defensa 2, al mando del Comando del II Cuerpo de Ejército de Rosario. No se registran centros de detención.
En 1992 el Regimiento de Infantería 5 con asiento en Paso de los Libres, provincia de Corrientes, quedó encuadrado en la II Brigada Blindada, y fue trasladado a la guarnición militar de Villaguay, compartiendo los cuarteles con el Regimiento de Caballería de Tanques 1. Fue mecanizado y denominado en lo sucesivo Regimiento de Infantería Mecanizado 5.

## Condecoraciones
Las condecoraciones del RC Tan 1:
- Escudo y cordón de Ituzaingó (1827)
- Medalla del Yatay (1865)
- Medalla de la Campaña del Paraguay (1870)
- Medalla de la Campaña del Río Negro y la Patagonia (1881)
- Medalla de la Campaña de los Andes (1886)